# Podolsze
Podolsze ist eine Ortschaft mit einem Schulzenamt der Gemeinde Zator im Powiat Oświęcimski der Woiwodschaft Kleinpolen in Polen.

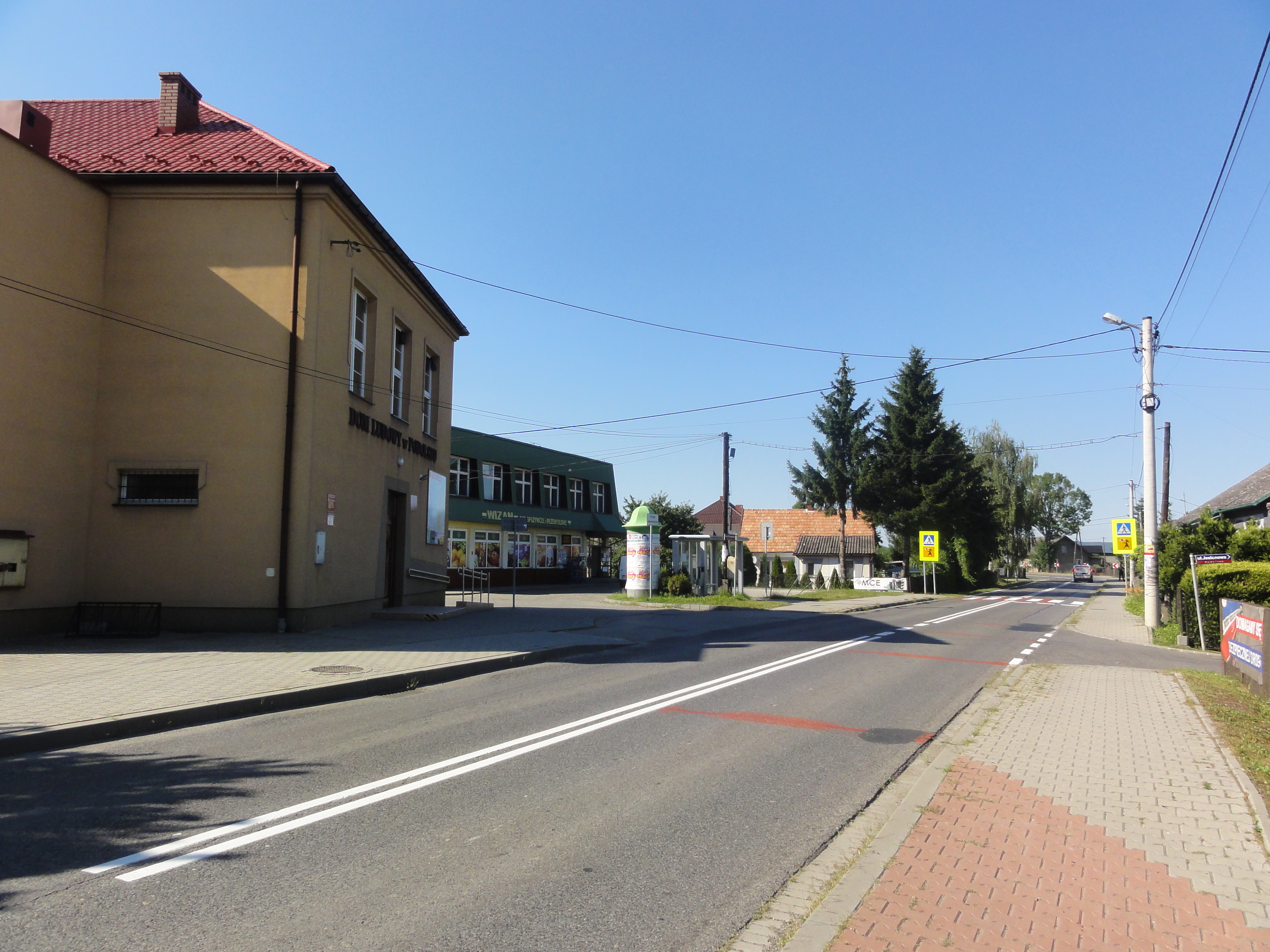
Dorfzentrum

## Geographie
Podolsze ist das größte und bevölkerungsreichste Dorf der Gemeinde. Es hat eine Fläche von 1085 ha.
Der Ort liegt am rechten, südlichen Ufer der Weichsel an der Mündung des Flusses Skawa.
Nachbarorte sind Jankowice im Norden, Smolice im Osten, Palczowice im Südosten, die Stadt Zator im Süden, Przeciszów im Westen, sowie Las im Nordwesten.

## Geschichte
Im Jahr 1569 bestätigte der König Sigismund II. August die Privilegien der Stadt Zator, darunter einen aus dem Jahr 1292, wo das Dorf Podolsze erwähnt wurde. Der topographische Name ist von pod olchą (unter Erle) mit dem Suffix -e abgeleitet.
Politisch gehörte das Dorf ursprünglich zum Herzogtum Auschwitz, dies bestand ab 1315 in der Zeit des polnischen Partikularismus. Seit 1327 bestand die Lehnsherrschaft des Königreichs Böhmen. Seit 1445 gehörte es zum Herzogtum Zator, dieses wurde im Jahr 1494 an den polnischen König verkauft. 1564 wurde Podolsze als Teil des neuen Kreises Schlesien der Woiwodschaft Krakau an das Königreich Polen, ab 1569 die polnisch-litauische Adelsrepublik, völlig inkorporiert.
Im Jahre 1420 wurde es von Herzog Kasimir I. einem Ritter Rachwald zugeteilt. Seit 1482 gehörte es zum Mikołaj Porębski. Später (16./17. Jahrhundert) gehörte es zur Adelsfamilie Myszkowski und dann zu den Krakauer Dominikanern.
Bei der Ersten Teilung Polens kam Podolsze 1772 zum neuen Königreich Galizien und Lodomerien des habsburgischen Kaiserreichs (ab 1804). Ab 1782 gehörte es dem Myslenicer Kreis (1819 mit dem Sitz in Wadowice). Nach der Aufhebung der Patrimonialherrschaften bildete es nach 1850 eine Gemeinde im Bezirk Wadowice, später im Bezirk Oświęcim.
1918, nach dem Ende des Ersten Weltkriegs und dem Zusammenbruch der k.u.k. Monarchie, kam Podolsze zu Polen und an die Woiwodschaft Krakau. Unterbrochen wurde dies nur durch die Besetzung Polens durch die Wehrmacht im Zweiten Weltkrieg. Es gehörte dann zum Landkreis Bielitz im Regierungsbezirk Kattowitz in der Provinz Schlesien (seit 1941 Provinz Oberschlesien).
Von 1975 bis 1998 gehörte Podolsze zur Woiwodschaft Bielsko-Biała.